# Rhinoclavis sordidula
Rhinoclavis sordidula is een slakkensoort uit de familie van de Cerithiidae. De wetenschappelijke naam van de soort is voor het eerst geldig gepubliceerd in 1849 door Gould als Cerithium sordidulum.